# Огледи о Косову
Огледи о Косову је стручна монографија Душана Јањића, објављена 2007. године у издању Драслар партнера из Београда.

## О аутору
Душан Јањић је виши научни сарадник Центра за социолошка истраживања Института друштвених наука, оснивач и координатор Форума за етничке односе, члан Савета за етнички договор при Пројекту за етничке односе, један од оснивача Хелсиншког парламента грађана за Србију, оснивач и први генерални секретар Европског покрета у Србији. Члан је и бројних струковних удружења: Савез социолога Србије, Удружење за политичке науке Србије, Међународно удружење за изучавање европских идеја, Међународна мрежа за Европу, Балкан и Русију, Међународно удружење за управљање сукобима, Мрежа за етничке студије итд. Аутор је више од 150 публикација (књиге, чланци, анализе, извештаји).

## О књизи
Књига Огледи о Косову је збирка сведочанстава о процесима и догађајима кроз које су прошли Срби и сви остали који живе на Косову. То је и приказ избеглиштва, политичких сукоба, борбе за контролу ресурса, али и о онима који су од свега тога правили и праве трговину у своју личну и политичку корист.
Књига обухвата огледе који су настали у периоду од фебруара 1999. до фебруара 2007. године. То је управо и период у коме је Косово постало de facto независно од Србије, а под међународном војном и цивилном управом.
У уводном делу књиге аутор је изнео неколико чињеница о Косову - представља кратак хронолошки преглед развоја Косова од 1918. године до данас, и служи као информација и подсетник на дешавања која су довела до овог што је данас кад је реч о решавању косовског питања.
Велики део књиге је посвећен и међународној заједници за коју косовска криза представља једно од највећих искушења – како да успостави нови тип односа у којима више неће бити "савезник" једне од страна у сукобу него деловати као трећа, објективна страна у улози медијатора у сукобу.